# 빠샤메카드의 에피소드 목록
다음은 대한민국의 애니메이션 《빠샤메카드》의 에피소드 밎 방영 목록이다.

## 방영 목록 및 시청률
- AGB 닐슨 미디어리서치

| 회차      | 방송 일자        | 제목                                | 전국 시청률(증감치) | 첫 등장한 메카니멀                                                                          |
| --------- | ---------------- | ----------------------------------- | ------------------- | ------------------------------------------------------------------------------------------- |
| 스페셜    | 2019년 3월 18일  | 메카니멀 챔피언십을 향해            | 0%                  |                                                                                             |
| 파트 1    |                  |                                     |                     |                                                                                             |
| 1회       | 2019년 3월 25일  | 나찬과 에반                         | 0%                  | 에반 파워드래곤 파이어버드                                                                  |
| 2회       | 2019년 4월 1일   | 메카니멀 사냥꾼 마이트 등장         | 0%                  | 크리푼 포레곤                                                                               |
| 3회       | 2019년 4월 8일   | 새로운 메카니멀을 찾아서            | 0%                  | 무사                                                                                        |
| 4회       | 2019년 4월 15일  | 우리는 도깨비단!                    | 0%                  | 고스틴 렘렘                                                                                 |
| 5회       | 2019년 4월 22일  | 운명의 만남                         | 0%                  | 코르피오                                                                                    |
| 6회       | 2019년 4월 29일  | 수상한 숲의 실프                    | 0%                  | 실프                                                                                        |
| 7회       | 2019년 5월 13일  | 공룡은 친구?                        | 0%                  | 키오루스                                                                                    |
| 8회       | 2019년 5월 20일  | 붕붕섬의 비밀!                      | 0%                  | 징징 랍스                                                                                   |
| 9회       | 2019년 5월 27일  | 파이어버드의 가출                   | 0%                  | 갓파람                                                                                      |
| 10회      | 2019년 6월 3일   | 꿈속의 소녀                         | 0%                  | 미리내 이프리트                                                                             |
| 11회      | 2019년 6월 10일  | 유령 소방차를 잡아라!               | 0%                  | 레큐                                                                                        |
| 12회      | 2019년 6월 17일  | 스타터는 누구의 것?                 | 0%                  |                                                                                             |
| 13회      | 2019년 6월 24일  | 악마의 속삭임                       | 0%                  | 타나토스                                                                                    |
| 14회      | 2019년 7월 1일   | 블루랜드 입단 시험                  | 0%                  | 리자디언 키리온 볼테키온                                                                    |
| 15회      | 2019년 7월 8일   | 바다의 무법자를 물리쳐라            | 0%                  | 범코                                                                                        |
| 16회      | 2019년 7월 17일  | 신비의 가면 대장                    | 0%                  | 배코랑                                                                                      |
| 17회      | 2019년 7월 24일  | 테이머가 되기 위한 승기의 도전!     | 0%                  | 썬디바                                                                                      |
| 18회      | 2019년 7월 31일  | 나의 영웅 히어로드!                 | 0%                  | 히어로드                                                                                    |
| 19회      | 2019년 8월 7일   | 블랙미러의 정예부대 도깨비단, 등장! | 0%                  |                                                                                             |
| 20회      | 2019년 8월 14일  | 선택받지 못한 자                    | 0%                  | 피닉스 그리포스                                                                             |
| 21회      | 2019년 8월 21일  | 친구란 이름으로                     | 0%                  | 프리버디                                                                                    |
| 22회      | 2019년 8월 28일  | 어둠의 그림자                       | 0%                  | 코포                                                                                        |
| 23회      | 2019년 9월 4일   | 케인과 갓파람                       | 0%                  |                                                                                             |
| 24회      | 2019년 9월 11일  | 어둠 속에 피는 꽃                   | 0%                  |                                                                                             |
| 25회      | 2019년 9월 18일  | 어둠의 저택                         | 0%                  | 케케                                                                                        |
| 26회      | 2019년 9월 25일  | 싸움의 시작                         | 0%                  |                                                                                             |
| 파트 2(S) |                  |                                     |                     |                                                                                             |
| 27회      | 2019년 10월 2일  | 빼앗긴 메카니멀                     | 0%                  | 누니크 그리폰 스핑크스                                                                      |
| 28회      | 2019년 10월 9일  | 트윈 메카니멀 소환!                 | 0%                  | 크로비(크롬 + 코비) 아쿠온(아쿠안 + 해리온) 블레곤(블루곤 + 레곤)                           |
| 29회      | 2019년 10월 16일 | 도깨비단의 대장, 초코               | 0%                  | 푸카톤                                                                                      |
| 30회      | 2019년 10월 23일 | 가면 속에 숨겨진 얼굴!              | 0%                  | 비아탄 씨클론                                                                               |
| 31회      | 2019년 10월 30일 | 잃어버린 우정을 찾아서              | 0%                  | 노그마                                                                                      |
| 32회      | 2019년 11월 6일  | 일어서라, 승기!                     | 0%                  | 무오                                                                                        |
| 33회      | 2019년 11월 13일 | 도깨비단의 힘!                      | 0%                  |                                                                                             |
| 34회      | 2019년 11월 20일 | 새로운 위협! 메카스타터!            | 0%                  | 하라콘 스타워리어 스타곤 스타부기                                                           |
| 35회      | 2019년 11월 27일 | 스핑크스의 시험                     | 0%                  |                                                                                             |
| 36회      | 2019년 12월 4일  | 초코, 도망치다!                     | 0%                  | 자노크                                                                                      |
| 37회      | 2019년 12월 11일 | 적이 된 마이트                      | 0%                  |                                                                                             |
| 38회      | 2019년 12월 17일 | 그리폰을 찾아라!                    | 0%                  |                                                                                             |
| 39회      | 2020년 1월 7일   | 스핑크스 VS 그리폰                  | 0%                  |                                                                                             |
| 40회      | 2020년 1월 14일  | 정해진 미래                         | 0%                  | 그리핑크스(그리폰 + 스핑크스)                                                               |
| 41회      | 2020년 1월 21일  | 끊어진 인연                         | 0%                  |                                                                                             |
| 42회      | 2020년 1월 28일  | 표적이 된 승기!                     | 0%                  |                                                                                             |
| 43회      | 2020년 2월 4일   | 사랑과 가면                         | 0%                  |                                                                                             |
| 44회      | 2020년 2월 11일  | 어둠의 힘, 슬로프 메카 등장!        | 0%                  | 메가켈론(베히모스 + 케일로) (스타부기의 진화) 메가베두사(디아볼로 + 바이퍼) (스타곤의 진화) |
| 45회      | 2020년 2월 18일  | 마이트의 작전                       | 0%                  | 메가발키로스 (스타워리어의 진화)                                                            |
| 46회      | 2020년 2월 25일  | 블랙미러 탈출!                      | 0%                  |                                                                                             |
| 47회      | 2020년 3월 3일   | 고독한 늑대                         | 0%                  |                                                                                             |
| 48회      | 2020년 3월 10일  | 빛과 어둠                           | 0%                  |                                                                                             |
| 49회      | 2020년 3월 17일  | 더 깊은 어둠속으로                  | 0%                  |                                                                                             |
| 50회      | 2020년 3월 24일  | 어둠의 그림자의 음모                | 0%                  |                                                                                             |
| 51회      | 2020년 3월 31일  | 마지막 결전                         | 0%                  |                                                                                             |
| 52회(完)  | 2020년 4월 7일   | 우정의 힘!                          | 0%                  |                                                                                             |